# Roemeens curlingteam (gemengddubbel)
Het Roemeense curlingteam vertegenwoordigt Roemenië in internationale curlingwedstrijden.

## Geschiedenis
Roemenië debuteerde op het wereldkampioenschap curling voor gemengddubbele landenteams van 2012 in het Turkse Erzurum. De eerste interland werd met 7-4 verloren van Schotland. Het team won een van de acht wedstrijden en werd zevenentwintigste. Het beste resultaat op wereldkampioenschappen behaalde Roemenië in 2014. Het land won twee van de zeven wedstrijden en eindigde op de drieëntwintigste plaats.

## Roemenië op het wereldkampioenschap
| Jaar | Plaats        | Team                                   | WG            | W             | V             | PV            | PT            |
| ---- | ------------- | -------------------------------------- | ------------- | ------------- | ------------- | ------------- | ------------- |
| 2008 | Geen deelname | Geen deelname                          | Geen deelname | Geen deelname | Geen deelname | Geen deelname | Geen deelname |
| 2009 | Geen deelname | Geen deelname                          | Geen deelname | Geen deelname | Geen deelname | Geen deelname | Geen deelname |
| 2010 | Geen deelname | Geen deelname                          | Geen deelname | Geen deelname | Geen deelname | Geen deelname | Geen deelname |
| 2011 | Geen deelname | Geen deelname                          | Geen deelname | Geen deelname | Geen deelname | Geen deelname | Geen deelname |
| 2012 | 27            | Allen Coliban & Raluca Daiana Colceriu | 8             | 1             | 7             | 40            | 70            |
| 2013 | 27            | Valentin Anghelinei & Ana-Maria Saracu | 8             | 0             | 8             | 15            | 89            |
| 2014 | 23            | Allen Coliban & Diana Butucea          | 7             | 2             | 5             | 38            | 57            |
| 2015 | 27            | Cristian Matau & Iulia Ioana Trǎilǎ    | 9             | 1             | 8             | 23            | 92            |
| 2016 | 32            | Allen Coliban & Raluca Daiana Colceriu | 6             | 1             | 5             | 29            | 44            |
| 2017 | 35            | Allen Coliban & Iulia Ioana Trǎilǎ     | 6             | 0             | 6             | 25            | 65            |
| 2018 | 32            | Allen Coliban & Iulia Ioana Trǎilǎ     | 7             | 1             | 6             | 31            | 68            |
| 2019 | 36            | Allen Coliban & Iulia Ioana Trǎilǎ     | 7             | 3             | 4             | 42            | 64            |
| 2021 | Geen deelname | Geen deelname                          | Geen deelname | Geen deelname | Geen deelname | Geen deelname | Geen deelname |
| 2022 | Geen deelname | Geen deelname                          | Geen deelname | Geen deelname | Geen deelname | Geen deelname | Geen deelname |
| 2023 | Geen deelname | Geen deelname                          | Geen deelname | Geen deelname | Geen deelname | Geen deelname | Geen deelname |
| 2024 | Geen deelname | Geen deelname                          | Geen deelname | Geen deelname | Geen deelname | Geen deelname | Geen deelname |
| 2025 | Geen deelname | Geen deelname                          | Geen deelname | Geen deelname | Geen deelname | Geen deelname | Geen deelname |

Australië · België · Brazilië · Bulgarije · Canada · China · Chinees Taipei · Denemarken · Duitsland · Engeland · Estland · Filipijnen · Finland · Frankrijk · Griekenland · Groot-Brittannië · Guyana · Hongarije · Hongkong · Ierland · India · Israël · Italië · Jamaica · Japan · Kazachstan · Kirgizië · Koeweit · Kosovo · Kroatië · Letland · Litouwen · Luxemburg · Mexico · Mongolië · Nederland · Nieuw-Zeeland · Nigeria · Noorwegen · Oekraïne · Oostenrijk · Polen · Portugal · Puerto Rico · Qatar · Roemenië · Rusland · Saoedi-Arabië · Schotland · Servië · Slovenië · Slowakije · Spanje · Thailand · Tsjechië · Turkije · Verenigde Staten · Wales · Wit-Rusland · Zuid-Korea · Zweden · Zwitserland